# Northrop Grumman LITEF

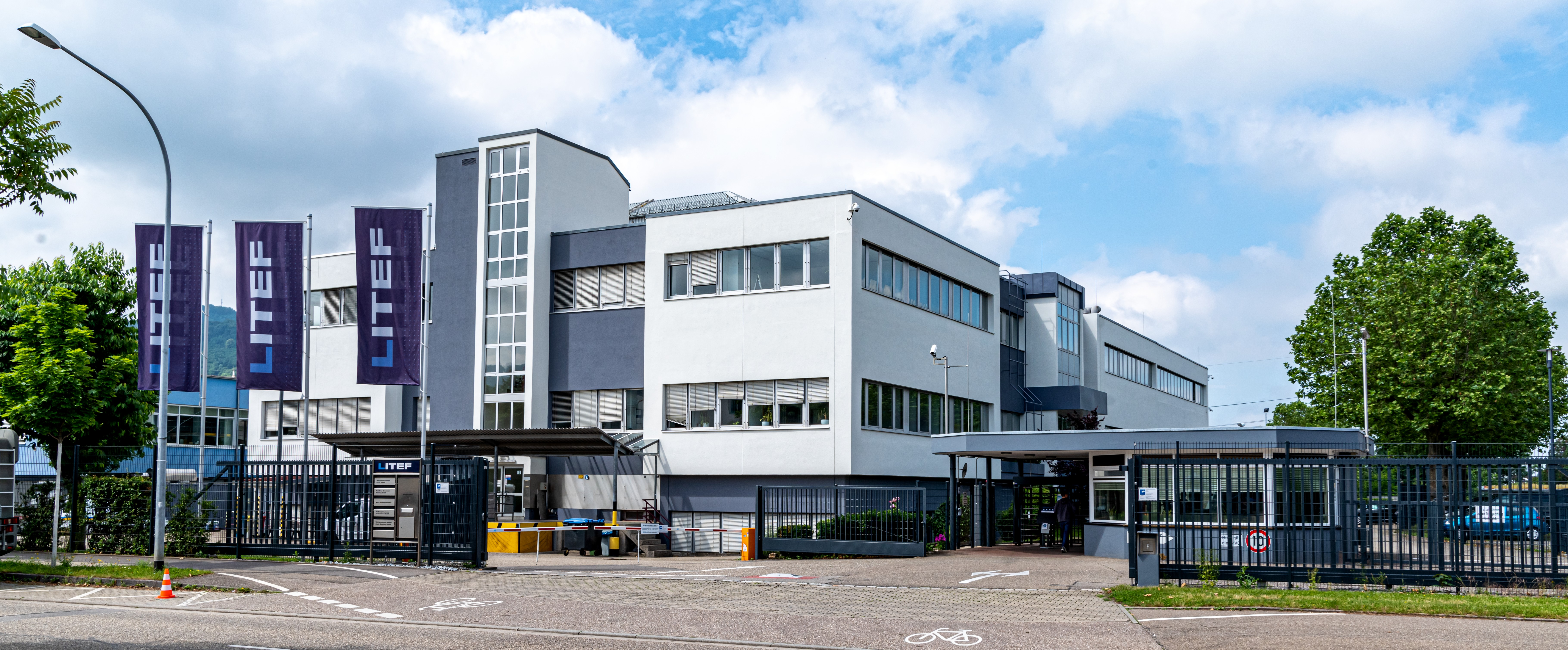
Die Werksgebäude der NG Litef GmbH im Juni 2021

Die Northrop Grumman LITEF GmbH (nachfolgend LITEF) wurde 1961 als LITEF GmbH gegründet und hat ihren Firmensitz in Freiburg im Breisgau. LITEF beschäftigt rund 500 Mitarbeiter.
LITEF ist eines der führenden Unternehmen auf dem Gebiet der Entwicklung und Herstellung von inertialen Navigations- und Sensorsystemen für ein breites Anwendungsspektrum im Luft, Land- und Marinebereich sowie für industrielle Applikationen.
Das Unternehmen ist u. a. Mitglied von BDLI e. V., BDSV e. V., DGON e. V., Forum Luft- und Raumfahrt e. V., Förderkreis Deutsches Heer e. V. microTEC Südwest e. V., Hahn-Schickard-Gesellschaft für angewandte Forschung e. V. und arbeitet mit vielen Forschungseinrichtungen zusammen (z. B. Fraunhofer-Institute, Universitäten).

## Das Unternehmen
Im April 2001 übernahm die Northrop Grumman Corporation, Los Angeles, USA, Litton Industries, den früheren Mutterkonzern von LITEF. LITEF ist seitdem eine 100 % Tochter der Northrop Grumman Holding GmbH, die ihren Sitz ebenfalls in Freiburg hat. Die Umbenennung der LITEF GmbH in Northrop Grumman LITEF GmbH (NG LITEF) im Jahre 2008 reflektiert die Konzernzugehörigkeit. Dennoch agiert das Unternehmen als deutsche GmbH unabhängig von der Konzernzugehörigkeit. LITEF ist nach eigenen Angaben ein eigenständig operierendes, mittelständisches Unternehmen, das alle relevanten Entscheidungen bezüglich Technologie und Strategie in Freiburg trifft.
LITEF gliedert sich in drei Geschäftsbereiche:
Defence
Der Fokus im Geschäftsbereich Defence liegt auf Navigations- und Stabilisationslösungen für Heer, Luftwaffe und Marine, die sich durch hohe Robustheit und Zuverlässigkeit auszeichnen. Mit Navigationslösungen in unterschiedlichen Genauigkeitsklassen (Tactical bis zu Navigation Grade) liefern inertiale Produkte genaueste Positions- sowie Kurs-/Lage-Daten. Insbesondere bei Nichtverfügbarkeit oder gestörten GNSS-Daten/Signalen (GNNS Denied Environment) wird die präzise Weiterführung der Mission ermöglicht.
Commercial Aviation
Für den Geschäftsbereich der zivilen Luftfahrt bietet LITEF Kurs-Lage-Referenzsysteme und Inertiale Referenzsysteme. Die hochtechnologischen Lösungen von LITEF bringen täglich weltweit Flugzeuge und Hubschrauber sicher in die Luft und an ihr Ziel. Bekanntes Beispiel: In den Airbus-Helicopters wird das LCR-350B Kurs- und Lage-Referenzsystem von LITEF eingesetzt, um das Fluggerät sicher zu fliegen.
Industrial Solutions
2012 hat LITEF damit begonnen, den Geschäftsbereich Industrial Solutions im Unternehmen aufzubauen und zu verankern: Positionierungs-, Mess- und Beschleunigungs-Sensorik gewinnt z. B. beim autonomen Fahren immer mehr an Bedeutung. Entsprechend sind inertiale Messeinheiten von LITEF in vielen technologisch anspruchsvollen Anwendungen zu finden: ob im Mobile Mapping, als Herzstück in pilotierten Fahrzeugen, Robotern, Transport- oder Handlingsystemen sowie im Bereich Drilling und Mining.

## Geschichte
Gründung und Anfänge (1961–1971)
LITEF wurde 1961 im Rahmen einer Offset-Verpflichtung seitens des amerikanischen Konzerns Litton Industries gegründet. Diese Verpflichtung resultierte aus dem Verkauf des F-104 G Starfighters an die Bundesluftwaffe. Die Lizenzfertigung und die Wartung des Inertialen Navigationssystems LN-3 (INS) für den F-104G waren die wesentlichen Punkte des Kompensationsgeschäfts. Der Name der neu gegründeten Firma sollte sowohl die damalige Muttergesellschaft als auch den Firmensitz widerspiegeln. So wurde die Firma „Litton Technische Werke Freiburg“ genannt, kurz „LITEF“.
Parallel erfolgte außerdem die Übernahme der Freiburger Apparatebaufirma Hellige und der Hamburger Kompassfirma C. Plath durch Litton.
Mit Beginn der Entwicklung von Kreiseln und Beschleunigungsmessern für den Marine-Kreiselkompass PL-41 war fünf Jahre später ein wesentlicher Meilenstein in der Firmengeschichte erreicht. 1971 erhielt LITEF den Entwicklungsauftrag für den Bordrechner des Kampfflugzeuges Tornado. Dies war für das Unternehmen der Einstieg in die Computertechnologie.
Technologie (1971–2000)
1976 begann LITEF die Entwicklung des K-273, eines dynamisch abgestimmten Kreisels für Strapdown-Anwendungen. 1980 folgte die Entwicklung des Beschleunigungsmessers B-280. Die erste Anwendung für diese Strapdown-Sensoren war das Kurs-Lage-Referenzsystem LTR-81 für die zivile Luftfahrt.
1983 begann LITEF mit der Entwicklung von faseroptischen Kreiseln (FOG – Fibre Optic Gyroscope) und war im Jahre 1989 die erste Firma weltweit, die erfolgreich Flugtests mit einem auf FOG-Technologie basierenden AHRS (Attitude & Heading Reference System) in ARINC 705 Genauigkeitsklasse unternahm.
Die im LCR-92 verwendeten Sensoren wurden auch bei der Entwicklung der Land Navigations-Familie LLN für Heeresanwendungen eingesetzt. Die inertialen Navigationseinheiten der LLN-Familie (LITEF Land Navigation), kamen zunächst im Panzer Leopard 2 in Deutschland und Schweden zum Einsatz. Die weitere Entwicklung der FOG-Sensoren in den späten 1990er Jahren führte zur Einführung des FOG-Kreiselkompasses LFK-95 für Marineanwendungen. 1989 und 1990 erhielt LITEF Aufträge zur Entwicklung und Produktion der inertialen Messeinheit (Inertial Measurement Unit – IMU) sowie mehrerer Bordrechner für das damals neue Eurofighter-Programm.
Technologische Weiterentwicklung (ab 2001)
Anfang der 2000er Jahre begann LITEF mit der Entwicklung mikromechanischer Kreisel (MEMS – Micro-Electro-Mechanical Systems). MEMS- und FOG-Technologie sind auch heute die Kerntechnologien des Unternehmens, auf deren Basis ITAR-freie Produkte für verschiedene Anwendungen entwickelt und produziert werden.
Auch im Bereich der industriellen Anwendungen verzeichnet LITEF Markteinführungen, so z. B. 2019 das Vermessungssystem LiPAD-100. Das portable System für hochpräzise Vermessungs- und Ausrichtaufgaben arbeitet mit faseroptischen Drehratensensoren und MEMS-basierten Beschleunigungsmessern überall dort, wo eine hochpräzise Ausrichtung notwendig ist.

## Lage und Anbindung
Der Firmensitz befindet sich im Freiburger Stadtteil St. Georgen in unmittelbarer Nachbarschaft zum Sportpark-Süd an der Grenze zu Haslach-Schildacker. Die Haltestelle Innsbrucker Straße als Endhaltestelle der Straßenbahnlinie 4 befindet sich fußläufig ca. 5 Minuten entfernt. Die Station Lörracher Straße des Fahrradverleihsystems Frelo befindet sich auf der gegenüberliegenden Seite der Wiesentalstraße. Entlang der Lörracher Straße verläuft der FR 3 in Richtung Stühlinger und Innenstadt.